# Akna Montes
Akna Montes es una cadena montañosa en el planeta Venus centrada en 68,9° N, 318,2° E y se extiende 830 km de largo.
La cordillera de Akna es un cinturón de crestas con tendencia norte-sur que forma el borde occidental de la meseta elevada y suave de Lakshmi Planum. Las llanuras de la meseta de Lakshmi están formadas por extensas erupciones volcánicas y están delimitadas por cadenas montañosas por todos lados. Las llanuras parecen estar deformadas cerca de las montañas. Esto sugiere que parte de la actividad de construcción de montañas ocurrió después de que se formaron las llanuras.